# Direcția de Poliție a Municipiului Chișinău
Direcția de Poliție a Municipiului Chișinău este o direcție din cadrul Poliției Republicii Moldova care la rândul ei face parte din Ministerul Afacerilor Interne. Cunoscută mai ales ca Poliția Capitalei.